# 疑問名
疑問名（ぎもんめい）は、国際動物命名規約において、どう適用するか不詳もしくは不明確な学名のことである。

## 動物学
疑問名の場合、ある標本がその学名の示す分類群に属するか同定することが不可能かもしれない。このような事例は元のホロタイプ、アイソタイプ、シンタイプ、パラタイプといったタイプシリーズの標本が失われた場合に発生することがあり、この場合には新基準標本（ネオタイプ）を選定することが可能である。
命名に用いられた標本が断片的であるか、あるいは同定に重要な部位を欠いている場合にも、その生物の名前は疑問名となる可能性がある。これは化石種によく見られる事例である。名前の安定性を維持するため、動物命名法国際審議会は新たなホロタイプまたはネオタイプの選定を許可している。
75.5．ネオタイプによる同定不能の担名タイプの置換．ある名義種階級群タクソンの分類学的同一性が存在する担名タイプからは決定できず（すなわちそれの学名が疑問名であり），そのことによって安定もしくは普遍性が脅かされていると考えられるときは，その存在している担名タイプを強権［条81］の下で破棄してネオタイプを指定するよう，審議会に要求することができる．
例えば、1885年にリチャード・ライデッカーが命名したワニに似た主竜類 Parasuchus hislopi は吻部の一部に基づいて命名されたが、これは近縁な生物からパラスクスを区別するのに不十分であった。従って Parasuchus hislopi は疑問名とされた。完全な骨格を新たなタイプ標本にするべきであると2001年に古生物学者が提案し、動物命名法国際審議会はこれを検討、2003年にオリジナルの模式標本をネオタイプに差し替えることに賛同した。